# Выборы мэра Москвы (2023)
Выборы мэра состоялись в Москве 10 сентября 2023 года в единый день голосования. В Москве выборы, как в ряде других субъектов России, проводились в течение трёх дней — с 8 сентября по 10 сентября. Мэр города Москвы Сергей Семёнович Собянин победил на выборах с результатом в 76,39 % голосов, был переизбран на 5 лет и стал первым мэром Москвы, избранным на третий срок.
На 1 января 2023 года в Москве было зарегистрировано 7 596 125 избирателей.

## Предыстория
Вице-премьер России — руководитель аппарата правительства, бывший губернатор Тюменской области Сергей Собянин был назначен мэром Москвы в октябре 2010 года, после Юрия Лужкова, который был уволен Президентом России Дмитрием Медведевым в сентябре 2010 года «в связи с утратой доверия президента», и врио мэра Владимира Ресина. В тот период губернаторы «спускались сверху». Прямые губернаторские выборы были отменены в России в 2004 году, в 2012 году их вернули.
На следующих выборах в сентябре 2013 года Собянин баллотировался как независимый кандидат и выиграл выборы, набрав 51,37 % голосов, избежав второго тура с занявшим второе место Алексеем Навальным (27,24 %).
Собянин баллотировался на третий срок в 2018 году как независимый кандидат и подавляющим большинством голосов победил на выборах, набрав 70,17 % голосов. Выступая после подведения итогов голосования перед членами своего штаба, он, в частности, заявил: «Эти выборы отличаются от предыдущих прежде всего тем, что я иду, в соответствии с федеральным законом, на последний срок, я не имею больше права избираться мэром Москвы».

### Изменение закона
27 сентября 2021 года сенатор Андрей Клишас и депутат Павел Крашенинников внесли в Госдуму законопроект о единой системе публичной власти в РФ в развитие Конституции, который, в частности, ввёл единое наименование главы региона и снял ограничение на два срока губернаторства подряд (обнуление). 14 декабря 2021 года закон был принят Государственной думой. 15 декабря — одобрен Советом Федерации и подписан Президентом 21 декабря 2021 года.
Новый закон позволил Сергею Собянину выдвинуть свою кандидатуру и в 2023 году.

## Ключевые даты
- 7 июня 2023[10] года Московская городская дума назначила выборы на 10 сентября 2023 года — единый день голосования.

## Кандидаты
В Москве кандидаты выдвигались как политическими партиями, имеющими право участвовать в выборах, так и путём самовыдвижения. На 15 июня 2023 года в Москве имели отделения 27 партий.
Каждый кандидат при регистрации должен был представить список из трёх человек, один из которых, в случае избрания кандидата, станет представителем правительства региона в Совете Федерации.
Выдвижение кандидатов закончилось 7 июля. Кандидатов выдвинули 6 партий, ещё было 6 кандидатов-самовыдвиженцев.

### Зарегистрированные
Для участия в выборах мэра Москвы 2023 года были зарегистрированы 5 кандидатов:
- Дмитрий Гусев — депутат Госдумы, выдвинут партией Справедливая Россия — За правду.
- Владислав Даванков — зампредседатель Госдумы, выдвинут партией Новые люди.
- Леонид Зюганов — депутат Мосгордумы, внук лидера КПРФ Геннадия Зюганова, выдвинут КПРФ.
- Сергей Собянин — действующий мэр Москвы, выдвинут партией Единая Россия.
- Борис Чернышов — зампредседатель Госдумы, депутат Госдумы, выдвинут ЛДПР.

### Отказано в регистрации
- Насиб Гасанов — пенсионер, самовыдвижение.
- Александр Горлов — экс-кандидат в муниципальные депутаты района Марьина Роща, электромонтёр МГТУ «СТАНКИН», самовыдвижение.
- Иосиф Джагаев — экс-кандидат в депутаты Госдумы, генеральный директор ООО «Инновация», самовыдвижение.
- Сергей Залётин — бывший космонавт, бывший депутат Тульской областной думы от Единой России, выдвинут ПВР.
- Павел Новиков — директор Благотворительного фонда Святителя Иннокентия, епископа Иркутского, самовыдвижение.
- Александра Тищенко — генеральный директор ООО «Торговый дом „Электросетьстройпроект“», самовыдвижение.
- Жанна Горбачёва — муниципальный депутат района Северное Тушино от КПРФ, домохозяйка, самовыдвижение.

14 июля 2023 года по решению комиссии Мосгоризбиркома, по причине непредоставления необходимых документов в нужный срок, статусов кандидатов на пост мэра Москвы были лишены: Насиб Гусейн оглы Гасанов, Жанна Горбачёва, Александр Горлов, Иосиф Джагаев, Павел Новиков, Александра Тищенко и Сергей Залётин.

### Уполномоченные представители по финансовым вопросам кандидатов на должность Мэра Москвы
| Кандидат           | Представитель                                               | Решение            |
| ------------------ | ----------------------------------------------------------- | ------------------ |
| Борис Чернышов     | Будкин Валерий Олегович                                     | 43/2 от 23.06.2023 |
| Владислав Даванков | Ляшенко Елена Николаевна, Усенкова Наталия Петровна         | 43/1 от 23.06.2023 |
| Дмитрий Гусев      | Чегина Наталия Владимировна                                 | 43/3 от 23.06.2023 |
| Леонид Зюганов     | Курбалева Лариса Алексеевна, Марусева Татьяна Александровна | 44/1 от 27.06.2023 |
| Сергей Собянин     | Богачева Елена Петровна, Шешина Ольга Николаевна            | 42/1 от 14.06.2023 |

## Результаты
| Место                       | Место                       | Кандидат                    | Партия                      | Всего голосов | Всего голосов (%) | Голосов ДЭГ (шт.) | Голосов ДЭГ (%) | Голосов бумажн. бюлл. | Голосов бумажн. бюлл. (%) |
| --------------------------- | --------------------------- | --------------------------- | --------------------------- | ------------- | ----------------- | ----------------- | --------------- | --------------------- | ------------------------- |
|                             | 1.                          | Сергей Собянин              | Единая Россия               | 2 499 116     | 76,39             | 2 053 954         | 77,05           | 445 162               | 73,47                     |
|                             | 2.                          | Леонид Зюганов              | КПРФ                        | 265 374       | 8,11              | 212 153           | 7,96            | 53 221                | 8,78                      |
|                             | 3.                          | Борис Чернышов              | ЛДПР                        | 183 509       | 5,61              | 159 313           | 5,98            | 24 196                | 3,99                      |
|                             | 4.                          | Владислав Даванков          | Новые люди                  | 174 869       | 5,35              | 136 573           | 5,12            | 38 296                | 6,32                      |
|                             | 5.                          | Дмитрий Гусев               | СРЗП                        | 128 701       | 3,93              | 103 762           | 3,89            | 24 939                | 4,12                      |
| Недействительных бюллетеней | Недействительных бюллетеней | Недействительных бюллетеней | Недействительных бюллетеней | 20 058        | 0,61              | 0                 | 0               | 20 058                | 3,31                      |
| Итого                       | Итого                       | Итого                       | Итого                       | 3 271 627     | 100,00            | 2 665 755         | 81,48           | 605 872               | 18,52                     |